# Monument Demba et Dupont

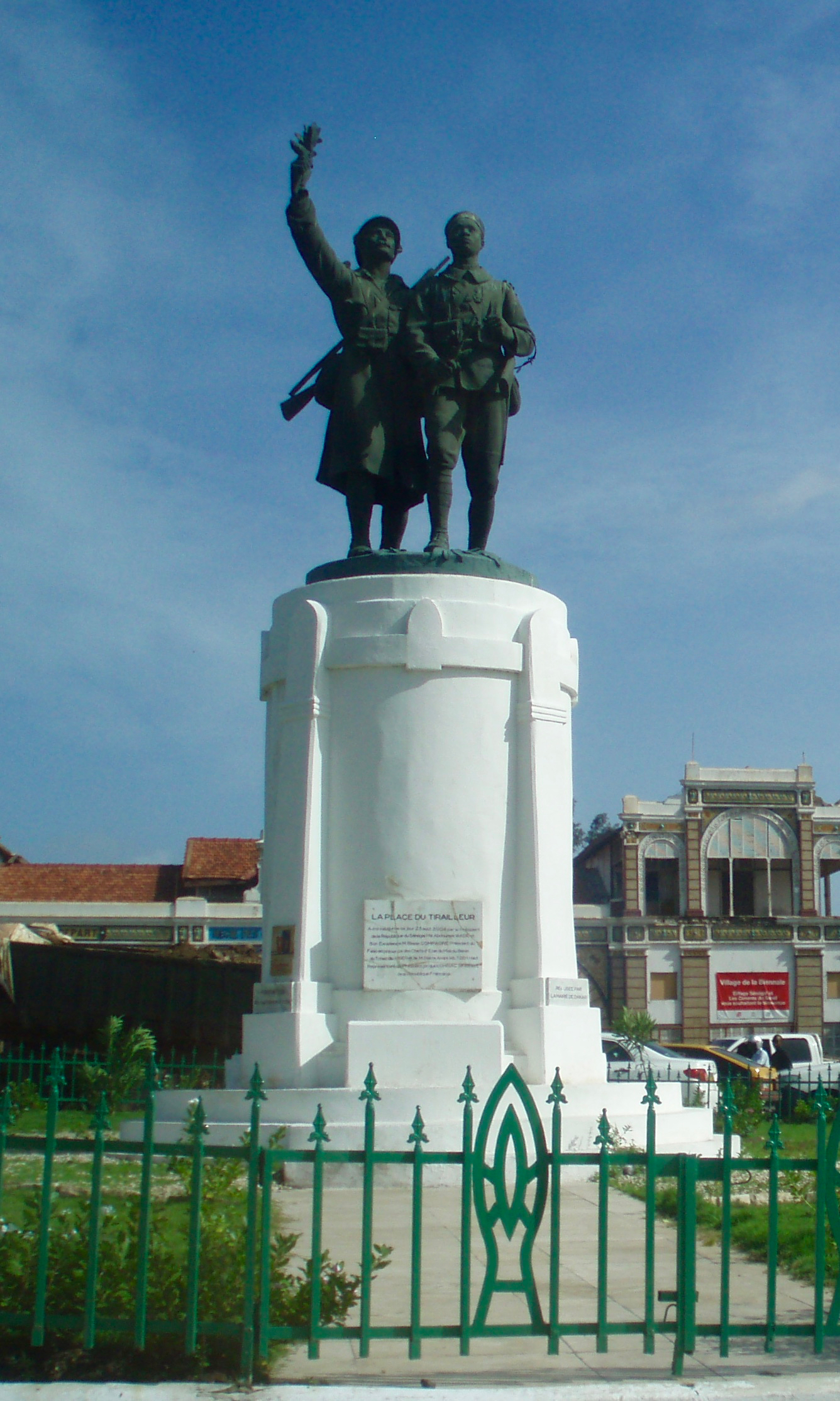
Monument Demba et Dupont (2012)

Das Monument Demba et Dupont ist ein Kriegerdenkmal in Dakar in Senegal. Es wurde 1923 errichtet und besteht aus zwei auf einem Sockel stehenden Bronze-Statuen eines afrikanischen und eines französischen Soldaten.

## Standort und Gestaltung
Das Denkmal befindet sich im Stadtbezirk Dakar Plateau auf der Place du Tirailleur Sénégalais, dem Vorplatz des Bahnhofs Dakar. Es zählt zu den denkmalgeschützten Objekten in der Region Dakar.
Auf einem gemauerten Sockel stehen zwei Bronze-Statuen, ein einheimischer Tirailleur sénégalais und ein Kolonialsoldat aus Metropolitan-Frankreich, die sinnbildlich gemeinsam zum Sieg marschieren. Ersterer wurde „Demba“, letzterer „Dupont“ benannt. Die Namen wurden wegen ihrer großen Verbreitung in Westafrika beziehungsweise Metropolitan-Frankreich gewählt. Dass „Dupont“ eine Hand auf die Schulter von „Demba“ legt, wird als paternalistische Geste gedeutet.

## Geschichte
In den Jahren nach dem Ersten Weltkrieg gab es Bestrebungen von verschiedenen Seiten, den Soldaten aus den französischen Kolonien in Subsahara-Afrika Denkmäler zu errichten. Zu den Proponenten dieser Bewegung zählten der französische Kolonialminister Henry Simon, der senegalesische Abgeordnete Blaise Diagne und eine Gruppe von Militärs um General Louis Archinard und General Charles Mangin. Neben dem Monument Demba et Dupont gehört das Denkmal für die Helden der schwarzen Armee, das baugleich in Bamako und Reims errichtet wurde, zu den wichtigsten dieser aus privaten und öffentlichen Mitteln geschaffenen Denkmäler.
Das Monument Demba et Dupont ist ein Werk des französischen Bildhauers Paul Ducuing, der zahlreiche Denkmäler auf öffentlichen Plätzen vor allem in Südfrankreich schuf. Es wurde am 30. Dezember 1923 enthüllt und befand sich anfangs am Rond-point de l’Étoile in Dakar,
einer zentral gelegenen Kreuzung von Straßen, die nach Vorkämpfern des französischen Kolonialreichs benannt waren. Sein offizieller Name lautete anfangs Monument aux créateurs disparus et à la gloire de l’armée noire de l’AOF („Denkmal für die verstorbenen Schöpfer und den Ruhm der schwarzen Armee von Französisch-Westafrika“).
Die Lage des auf den Kolonialismus verweisenden Denkmals in der Nähe der Nationalversammlung führte dazu, dass es 1983 auf den katholischen Friedhof von Bel Air am Stadtrand verlegt wurde. Der damalige senegalesische Staatspräsident Abdou Diouf versuchte mit diesem Schritt die öffentliche Meinung gegenüber seiner Regierung zu beeinflussen, der eine Nähe zu neokolonialistischen Bestrebungen Frankreichs vorgeworfen wurde.

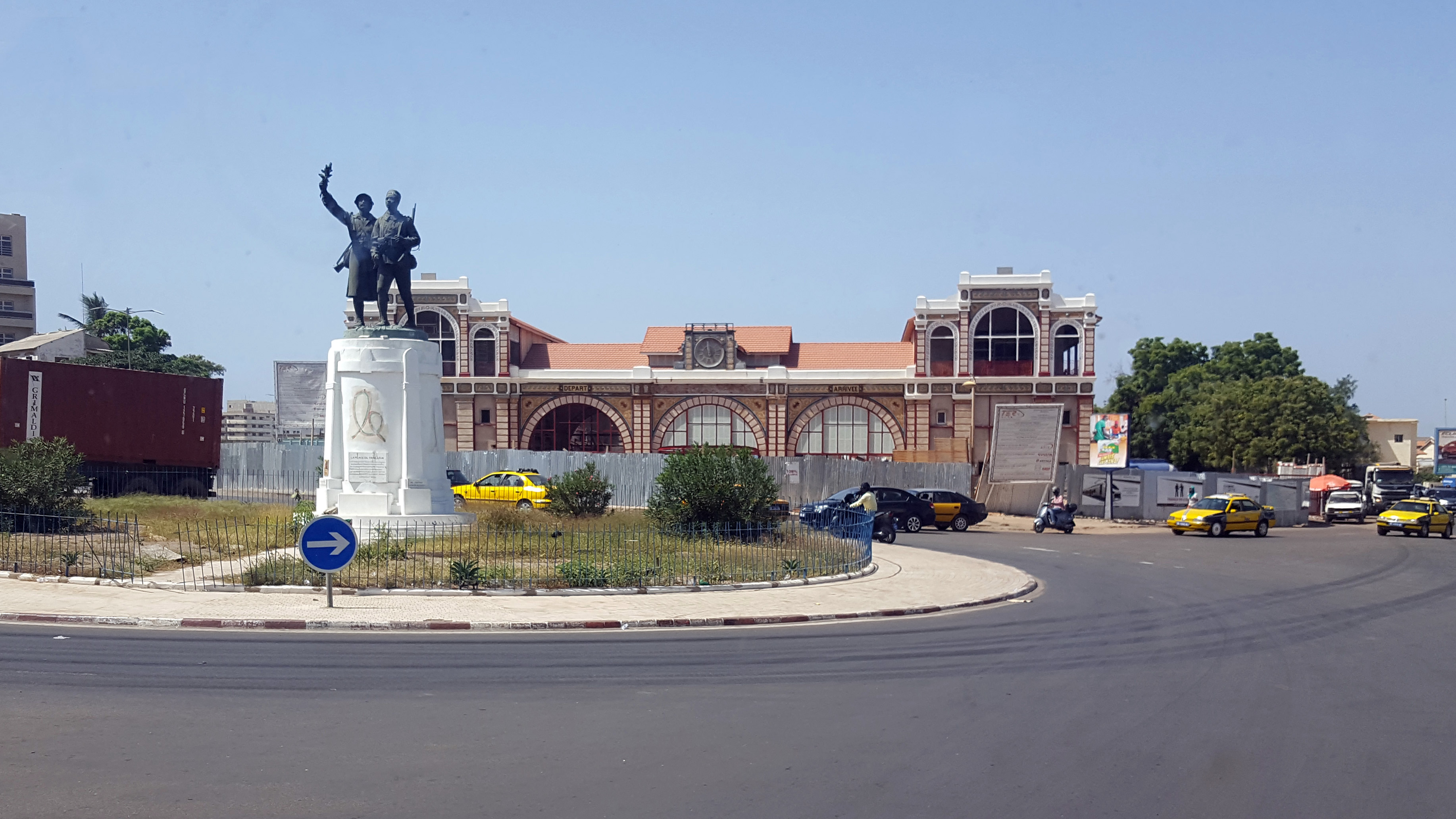
Standort des Denkmals vor dem Bahnhof Dakar (2018)

Auf Veranlassung des Staatspräsidenten Abdoulaye Wade wurde das Monument Demba et Dupont 2004 im Rahmen von Gedenkveranstaltungen für die Tirailleurs sénégalais an seinen heutigen Standort im Stadtzentrum versetzt. Am Sockel des Denkmals waren ursprünglich Porträtreliefs des Generals Louis Faidherbe sowie der Generalgouverneure Marie-Théophile Griffon du Bellay, François Joseph Clozel, William Ponty und Joost van Vollenhoven angebracht. Diese Reliefs wurden im Zuge der Neuaufstellung entfernt.